# Alexandre Averine
Pour les articles homonymes, voir Averine.
Alexandre Dmitrievitch Averine (en russe : Александр Дмитриевич Аверин ; né le 11 avril 1954 à Bakou en Azerbaïdjan (URSS) est un coureur soviétique, dont les très bons résultats ont été obtenus sur des terrains variés : Course de la Paix, qu'il remportait en 1978, Tour de l'Avenir, où ses performances furent masquées par celles de Sergueï Soukhoroutchenkov. Son fils, Maksym Averin est coureur cycliste professionnel.

## Biographie

### Champion d'URSS «multiclé»
Grand et longiligne, 1,80 m pour 69 kg, Alexandre Averine a brillé durant quelques saisons, entre 1976 et 1981 et son palmarès méconnu en fait un des meilleurs coureurs soviétiques, toutes périodes confondues. 
Il fait ses débuts en compétition cycliste avec un club de Bakou, capitale de la République soviétique d'Azerbaïdjan, où n'existe pas de traditions cyclistes fortes puis il intègre le club de l'Armée de Kouibychev. La saison 1976 lui permet une mise en évidence sur le sol de son pays en remportant trois titres de Champion d'URSS : en premier lieu, en juin, celui de la course individuelle sur route Puis en fin de saison, il remporte le Tour de l'URSS, attributif du titre de champion d'URSS de la course à étapes. Au terme de 1748 kilomètres, il remporte la course en battant d'...une seconde son coéquipier Alexandre Gussiatnikov. Membre de l'équipe du CSKA Kouibychev, il remporte également le titre de champion d'URSS par équipes. 
En cette même année 1976, il vient en France pour disputer du 27 septembre au 1er octobre, l'Étoile des Espoirs, une course "open" se déroulant entre Pays basque et sud Gascogne. L'épreuve remportée par Jean-Luc Vandenbroucke est dominée par l'équipe Peugeot, mais la septième place au classement final obtenue par Alexandre Averine le classe deuxième des "amateurs" (le premier étant le Belge Guido Van Calster 6e) et lui fait devancer quelques coureurs professionnels de renom, tels Agustín Tamames 8e, et Luis Ocaña 10e.

### Coureur international
Son plus beau succès international est celui qu'il obtient en remportant la Course de la Paix en 1978. Vainqueur de la 7e étape de celle-ci, il s'empare en même temps du "maillot jaune" ; il consolide sa première place en remportant 2 autres étapes. 1er du classement final individuel à Varsovie, il remporte avec ses coéquipiers de l'équipe soviétique le challenge par équipes.
La même année il découvre le Tour de l'Avenir. Les Soviétiques n'étaient plus venus sur cette course depuis 1968, et peu de monde se doutait que l'équipe emmenée par Sergueï Soukhoroutchenkov, allait faire un triomphe, dans tous les compartiments de la course, y compris la montagne. Jacques Marchand, peu suspect de complaisance, écrit au lendemain de ce Tour : « Le Tour de l'Avenir a relancé tout l'avenir du cyclisme ». À Divonne-les-Bains, terme de ce Tour de l'Avenir, les coureurs de l'Union soviétique, sont en tête de tous les classements, dont le classement général où ils occupent les 4 premières places. Alexandre Averine est de ceux-là, 4e finalement. Mais celui-ci monte sur le podium en vainqueur du Classement par points, classement qu'il gagne encore l'année suivante, et qu'il termine à la seconde place en 1980.

## Palmarès
- 1976
  -  Champion d'Union soviétique sur route
  -  Tour de l'URSS (Champion d'Union soviétique des courses à étapes) [8]
  - 2e étape du Tour du Maroc
  - 6e étape du Tour de Slovaquie
  - Tour de Yougoslavie :
    - Classement général
    - 4e étape[9]

  - 2e du Tour du Jutland[10]
  - 7e de l'Étoile des Espoirs
- 1977
  - 2e étape de la Course de la Paix
  - 4ea étape du Tour de Cuba (contre-la-montre par équipes)
  - 2e du Tour de Cuba[11]
  - 3e du Tour de Yougoslavie
- 1978
  - Course de la Paix :
    - Classement général
    - 7e, 9e et 11e étapes

  - Tour de l'Avenir :
    -  Classement par points
    - 2e, 4e et 8e étapes

  - Karlovy Vary-Prague[12]
  - 2e de Hradec Kralove-Harrachov[13]
  - 2e du Tour de l'URSS
  - 3e du Tour de Yougoslavie
  - 4e du Tour de l'Avenir
  - 8e du championnat du monde sur route amateurs
- 1979
  -  Champion d'URSS, spécialité "Critérium"
  - 4e (contre-la-montre par équipes), 7e et 9e étapes du Tour de Cuba[14]
  - Tour de l'Avenir :
    -  Classement par points
    - 3e étape

  - 4ea, 4eb, et 5e étapes du Tour des régions italiennes[15]
  - 2e et 4e étapes du Tour de Yougoslavie
  - 2e du Tour des régions italiennes
  - 3e de l'épreuve sur route à la 7e Spartakiade des Peuples de l'URSS
- 1980
  - 4e et 10e étapes du Milk Race[16]
  - 4e et 7e étapes du Tour de Slovaquie
- 1981
  - 3e étape du Tour de Sotchi
- 1982
  - Tour de Tolède :
    - Classement général
    - 2ea et 4e étapes

### Récapitulatifs et classements divers
- Jeux olympiques d'été
  - 17e de l'épreuve sur route individuelle aux Jeux olympiques de 1976 à Montréal

- Championnat du monde sur route (amateurs)
  - 1977 : 46e
  - 1978 : 8e
  - 1979 : 27e

- Course de la Paix
  - 1977 : 21e
  - 1978 : 1er
  - 1980 : 20e
  - Classement par équipes de la Course de la Paix avec l'équipe d'URSS : 1977, 1978, 1980

- Tour de l'Avenir
  - 1978 : 4e, vainqueur de deux étapes (dont un contre la montre par équipes) et du  classement par points
  - 1979 : 24e, vainqueur d'une étape (contre la montre par équipes) et du  classement par points
  - 1980 : 16e
  - Classement par équipes du Tour de l'Avenir, avec l'équipe d'URSS : 1978, 1979, 1980

### Places d'honneur
- 4e de Lysa-Liberec[17] : 1978
- 4e de la Milk Race : 1980
- 5e du Grand Prix Guillaume Tell : 1978
- 6e de la Coors Classic : 1982
- 11e du Circuit de la Sarthe : 1979
- 18e du Circuit de la Sarthe : 1977

### Distinction
- Maître émérite des Sports de l'Union soviétique (1978)